# NSG Kranenburger Bruch
NSG Kranenburger Bruch este o arie protejată (arie specială de conservare — SAC, sit de importanță comunitară — SCI) din Germania întinsă pe o suprafață de 118,47 ha, integral pe uscat.

## Localizare
Centrul sitului NSG Kranenburger Bruch este situat la coordonatele 51°47′16″N 6°02′17″E / 51.7878°N 6.0381°E.

## Înființare
Situl NSG Kranenburger Bruch a fost declarat sit de importanță comunitară în octombrie 2000 pentru a proteja 1 specie de animale. Situl a fost protejat și ca arie specială de conservare în iulie 2005.

## Biodiversitate
Situată în ecoregiunea atlantică, aria protejată conține 1 habitat natural: Fânețe de joasă altitudine (Alopecurus pratensis, Sanguisorba officinalis).
La baza desemnării sitului se află o specie protejată de  amfibieni: triton cu creastă (Triturus cristatus).
Pe lângă speciile protejate, pe teritoriul sitului au mai fost identificate 5 specii de plante.